# Malaya Rivera-Drew
 (avril 2013).
Si vous disposez d'ouvrages ou d'articles de référence ou si vous connaissez des sites web de qualité traitant du thème abordé ici, merci de compléter l'article en donnant les références utiles à sa vérifiabilité et en les liant à la section « Notes et références ».
Malaya Rivera-Drew est une actrice américaine, née le 6 février 1978  à Washington (États-Unis).

## Biographie
Malaya Rivera-Drew s'est principalement fait connaître grâce à la série The L Word  en interprétant Adele Channing.

### Vie privée
Fille de deux parents avocats, elle a deux frères. Elle étudie la littérature anglaise et espagnole à l'université Middlebury. Après avoir obtenu son diplôme, elle emménage à Londres où elle suit des cours à l'académie de musique et des arts dramatiques de Londres. Elle quitte l'école plus tôt que prévu quand elle est repérée lors d'une audition pour jouer dans The Distance From Here de Neil LaBute au théâtre Almeida.
Elle joue notamment dans des séries telles que Entourage, Las Vegas, Urgences ou The L Word.
Elle est actuellement mariée au scénariste David Kline. Tous deux vivent actuellement à Los Angeles.

## Filmographie

### Cinéma
- 2017 : Three Billboards : Les Panneaux de la vengeance (Three Billboards Outside Ebbing, Missouri) de Martin McDonagh : Gabriella Forrester
- 2019 : Crypto : Penelope Rushing

### Télévision
- 2003 : New York, unité spéciale (Law & Order : Special Victims Unit)  (saison 4, épisode 17) : Suzie Fleckner
- 2005 : The Inside : Dans la tête des tueurs (saison 1, épisode 12) : Angelica Sandovai
- 2005 : Entourage (saison 2, épisode 14) : Carla
- 2006 : Las Vegas (saison 4, épisodes 1, 2, 11 & 17) : Shanon
- 2006 : Urgences (saison 13) : Katey Alvaro
- 2007 : Urgences (saison 14, épisodes 1, 3 & 4) : Katey Alvaro
- 2008 : Life (saison 2, épisode 10) : Anna
- 2008 : The L Word (saison 5, épisode 2, 3, 4, 5, 6, 7, 8, 9, 10, 11 & 12) : Adele Channing
- 2011: American Horror Story (saison 1, épisodes 10-12) : Detective Barrios
- 2013 : Vampire Diaries (saison 4, épisode 20) : Jane-Anne Deveaux
- 2013-2014 : The Originals : Jane-Anne Deveaux (saison 1, épisodes 1 et 5)[3]
- 2018 : The Resident (saison 2 épisode 4)